# 폴리클리니코역 (로마 지하철)
폴리클리니코역(이탈리아어: Policlinico)은 로마 지하철 B선의 역이다. 역 이름은 근처에 있는 폴리클리니코 움베르토 I (Policlinico Umberto I)에서 따왔다. 레지나 마르게리타 대로 (viale Regina Margherita)에서 카스테라 가 (via Castera)와 조반니 마리아 란치시 가 (via Giovanni Maria Lancisi)의 모퉁이가 만나는 사사리 광장에 위치해 있다. 1990년에 영업을 시작했다.

## 시설
이 역에는 다음과 같은 시설이 있다.
- 표 판매기
- 장애인 전용 승차시설
- 엘레베이터
- 에스컬레이터
- 역 감시카메라 (CCTV)
- 가판대
- 스낵 및 음료 자판기
- 대중교통 환승
- 출발/도착 안내 및 광고 스피커
- SOS 시설

## 교통

### 트램
3  토르발드센 광장 ↔ 오스티엔세 광장 (Piazza Thorvaldsen ↔ Piazzale Ostiense)
19 리소르지멘토 광장 ↔ 제라니 광장 (Piazza Risorgimento ↔ Piazza dei Gerani)

## 역 주변
- 이스트먼 치과병원
- 로마 라 사피엔차 대학교